# Angel Dust (deutsche Band)
Angel Dust ist eine deutsche Heavy-Metal-Band aus Dortmund.

## Geschichte

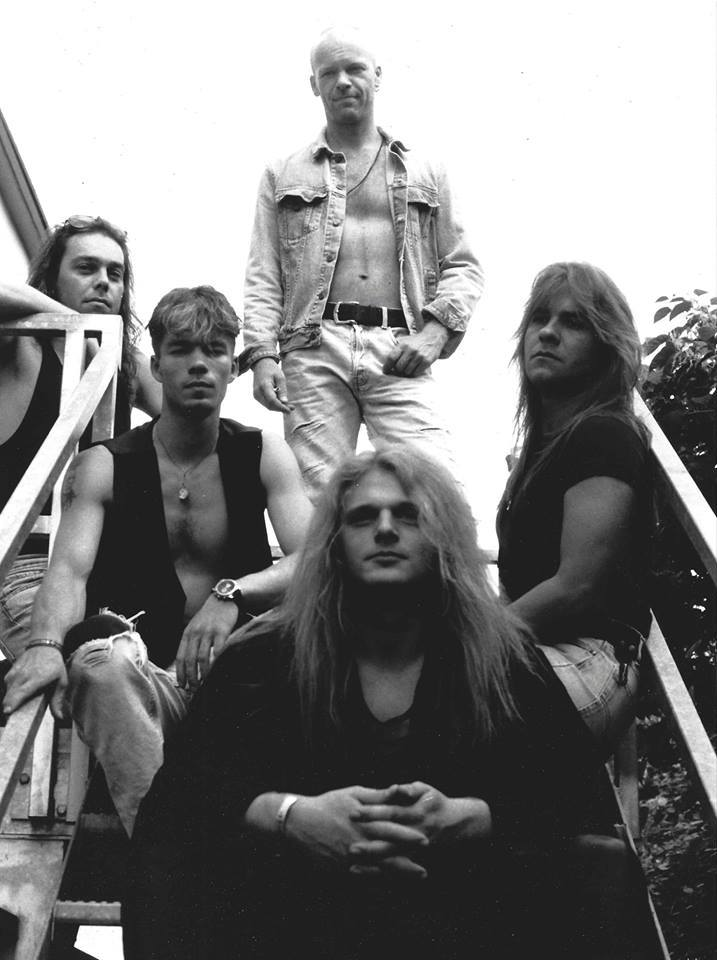
Angel Dust (1998)

Die Band wurde 1984 von Andreas Lohrum (Gitarre und Gesang) gegründet. Ein Jahr später stießen Dirk „Assy“ Assmuth (Schlagzeug), Roman „Romme“ Keymer (Gitarre, Gesang) und Frank „Banx“ Bankowsky (Bass) dazu. Bereits im Jahr 1986 veröffentlichten Angel Dust auf dem Label Disaster Records ihr erstes Album Into the Dark Past. Die LP entspricht stilistisch dem Speed Metal.  Für das zweite Album To Dust You Will Decay wurde mit S.L. Coe 1988 ein zusätzlicher Sänger engagiert. Die beiden Gitarristen Lohrum und Keymer zogen sich aber noch vor der Produktion wegen privater Unstimmigkeiten mit dem neuen Mitglied zurück, als Ersatz wurden Vinny Lynn und Stefan Knauer verpflichtet. Beide hatten vorher bei Crows gespielt, zu denen nun seinerseits Keymer wechselte. 1989 trat die Band im Rahmen einer zweiwöchigen Tournee im Vorprogramm von Running Wild auf. Anschließend folgten weitere Shows u. a. mit Blind Guardian, Destruction, Tankard und Sodom. 1990 lösten sich Angel Dust erstmals auf. 
Sieben Jahre später reaktivierten die beiden Gründungsmitglieder Banx und Assy die Gruppe. Dazu verpflichteten sie mit dem Sänger Dirk Thurisch und dem Gitarristen Bernd Aufermann zwei gänzlich neue Mitglieder und mit Steven „Banx“ Bankowski auch erstmals einen Keyboarder. 1998 wurde in dieser Besetzung das dritte Album Border of Reality auf dem Label Century Media veröffentlicht. Stilistisch, nicht zuletzt durch das Keyboardspiel von Steven Banx, orientierte sich die Band nicht mehr am Speed Metal, sondern war nunmehr dem Genre des Power Metal zuzuordnen. 1999 beteiligten sich Angel Dust mit einer Interpretation des Titels The Temple of the King an dem Sampler Holy Dio: Tribute to Ronnie James Dio. Nach den Alben Bleed (1999) und Enlighten the Darkness (2000) ging die Band u. a. mit Overkill, Jag Panzer, Lefay und Steel Prophet auf Tour durch Europa, sowie mit God Forbid, Nevermore und Opeth durch Nordamerika. Bernd Aufermann verließ vor der USA-Tour die Band und wurde durch Ritchie Wilkison ersetzt, der schon für Demons & Wizards gespielt hatte. Zusammen mit Wilkison nahmen Angel Dust 2002 noch das Album Of Human Bondage auf, bevor sich die Band 2011 abermals auflöste.
2016 wurde die Gruppe eingeladen, in der Besetzung von Enlighten the Darkness beim Prog Power Festival 2017 in Atlanta aufzutreten. Bis auf Steven Banx, der aus privaten Gründen absagen musste, nahmen die Bandmitglieder diese Möglichkeit wahr. Als Ersatz für Banx fungierte Boris Odenkirchen. Nachdem eine Facebook-Seite veröffentlicht wurde, auf der man den Auftritt in Atlanta ankündigte, folgten Anfragen zu weiteren Shows in Deutschland und Europa. So spielten Angel Dust noch vor dem Konzert in Atlanta auf dem Bang-Your-Head-Festival in Balingen und auf dem Metalacker-Festival in Tennenbronn. Nach der US-Show und einigen weiteren Auftritten in Deutschland entschloss man sich 2020 wieder ein neues Album zu produzieren. Anfang 2019 verließ Bassist Frank Banx die Band aus persönlichen Gründen. Mit Marc Hermann wurde Ende 2019 ein Nachfolger gefunden.

## Diskografie
Studioalben
- 1986: Into the Dark Past
- 1988: To Dust You Will Decay
- 1998: Border of Reality
- 1999: Bleed
- 2000: Enlighten the Darkness
- 2002: Of Human Bondage

Sonstige
- 1985: Marching for Revenge (Demo)[2]
- 1986: Demo (Demo)
- 1998: Border of Reality / Something Wicked This Way Comes (Split-Single mit Iced Earth)
- 2018: Live in the 'Scum Club' in Katwijk / Holland 30.04.1988 (Livealbum)